# Hexham
Hexham è una cittadina inglese di 13 097 abitanti nel Northumberland: sorge sul fiume Tyne, a ovest di Newcastle.
Il centro urbano sorse intorno al monastero fondato nel 674 da san Vilfrido di York (nei sotterranei sono stati anche rinvenuti resti romani, forse facenti parte del vallo di Adriano). Nei pressi del confine con la Scozia, nel corso dei secoli subì numerosi attacchi da parte dei vicini: venne incendiata dalle truppe di William Wallace nel 1297 e di nuovo minacciata da Roberto I Bruce nel 1312.
Sede vescovile cattolica (diocesi di Hexham e Newcastle), oggi è soprattutto un attivo mercato per i prodotti della regione.
È inoltre famosa per aver dato i natali al cantante Pete Doherty, rockstar e frontman dei Libertines.

## Amministrazione

### Gemellaggi
- Noyon
- Metzingen